# Guerre de Grimbergen
La guerre de Grimbergen désigne un ensemble d'hostilités entre les ducs de Basse-Lotharingie et les seigneurs de Grimbergen qui démarre aux alentours de 1141. Elle se conclut en 1159 par la destruction de la forteresse des seigneurs de Grimbergen et leur soumission au duc Godefroid III de Louvain.

## Avertissement liminaire
L'appellation "Guerre de Grimbergen" tire son origine d'une chronique rimée du XIIIe siècle, titrée "De Grimbergsche oorlog", dont l'auteur est inconnu. Si la réalité des hostilités a par la suite été confirmée, la chronologie des évènements relatés par ladite chronique comporte de nombreuses inexactitudes et il semble qu'il n'y ait pas de consensus des historiens sur une chronologie exacte.

## Historique

### Origine du conflit
Selon la chronique, les seigneurs de Grimbergen tenaient originairement leurs terres des ducs de Lotharingie. Mais après la mort du duc Otton Ier, le pouvoir ducal s'est fortement affaibli et les seigneurs de Grimbergen en profitèrent pour ne plus reconnaître de suzerain et ne plus faire hommage aux ducs. Cet état de fait perdura jusqu'à l'avènement de Godefroid le Barbu comme duc de Basse-Lotharingie. Ce dernier fit appeler Arnould Berthout, Sire de Grimberghe, pour qu'ils vienne lui rendre hommage, ce qu'il refusa de faire. Ce conflit mena à des incursions réciproques sur les terres des belligérants et fut poursuivi, à la mort de Godefroid, par son fils Godefroid II et ensuite par son petit-fils Godefroid III.
Cette version est critiquée par les historiens,, qui relèvent que les seigneurs de Grimbergen comptaient encore parmi les vassaux du duc jusqu'en 1140 et donc après la mort de Godefroid Ier. Par contre, on ne trouve plus après 1140 de diplôme ducal sur lequel les seigneurs de Grimbergen apposèrent leur sceau, ce qui laisse supposer qu'après cette date les relations se brouillèrent.
Le fait que Godefroid III, bien qu'assisté de tuteurs - les seigneurs de Diest, de Bierbeek, de Wesemale et de Wemmel -, soit encore au berceau lors du décès de son père a pu également faire douter de la réalité de la guerre rapportée par la chronique. Il semble toutefois que cela soit conforme à la réalité historique.

### Le siège de Netelare
La chronique rapporte qu'à la mort de Godefroid II les seigneurs de Grimbergen profitèrent de la minorité de son fils pour assiéger le château de Netelare, bastion des ducs situé près de Vilvorde. La forteresse et le village furent rasés avant que les tuteurs du duc ne puissent leur porter secours. Il s'ensuivit un combat qui tourna a l'avantage des seigneurs de Grimbergen.

### La sac de Vilvorde
Toujours selon la chronique, le Sire de Grimberghe, fier de sa précédente victoire, entreprit de marcher sur la capitale du Brabant et rasa la ville de Vilvorde sur son passage. Il n'osa toutefois pas s'attaquer à Bruxelles et revint sur ses terres.

### La bataille de Ransbeek
Pour prendre leur revanche, les troupes du duc marchèrent sur les terres du Sire de Grimbergen et forcèrent ce dernier à se replier dans sa forteresse après une bataille décisive qui se serait déroulée dans la localité de Ransbeek en 1142 ou en 1147.
D'après la chronique, Arnould Berthout et son fils Gérard moururent durant cette bataille. Cependant, une charte confirmant une donation faite en faveur de l'église de Grimbergen, signée en 1149 par les deux frères Gauthier et Gérard Berthout, et une charte similaire signée en 1167 par Gérard et sa femme, prouvent que ce dernier était encore vivant à cette date.
L'existence de cette bataille est toutefois prouvée par une charte qui s'y réfère, accordée en 1179 par l'Amman, le bourgmestre et les échevins de Bruxelles au profit de la jurande des faiseurs de piques et de harnais.

### La bataille de Grimbergen
Après avoir détruit les villes de Grimbergen et de Malines, les troupes du duc revirent assiéger le château de Grimbergen et la bataille aboutit à la victoire des Brabançons. À sa majorité, Godefroid III fit la paix avec les seigneurs de Grimbergen à condition que leur forteresse soit détruite et qu'on s'engageât à ne jamais la rebâtir.
Certains historiens rapportent que cette bataille eut lieu en 1143 ou 1144. D'autres la situent en 1159, année de la signature de la paix, estimant qu'il est peu vraisemblable que le duc ait exigé de ses adversaires la destruction de leur forteresse seize ans après leur défaite.

## Conséquences du conflit
À la suite du conflit, le bastion de la famille Berthout, située à Borgtberg, est détruit et les seigneurs de Grimbergen établissent leur résidence à Boksem, où ils érigent un nouveau château. Ils deviennent ensuite de fidèles vassaux des ducs de Brabant.